# میشل گرت
میشل گرت (انگلیسی: Michelle Guerette؛ زادهٔ october ۶, ۱۹۸۰ (۴۴ سال)) ورزشکار روئینگ اهل ایالات متحده آمریکا است.
وی در مسابقات کشوری و بین‌المللی در مجموع برندهٔ ۱ مدال نقره شده‌است.